# Hinterhof (Windeck)
Hinterhof war ein Ortsteil der Gemeinde Windeck im Rhein-Sieg-Kreis. Es bildet heute den östlichen Teil von Eulenbruch.

## Lage
Hinterhof liegt im Siegtal. Nachbarort ist neben Eulenbruch Hurst im Nordosten. Der Ort ist über die Bundesstraße 256 erreichbar.

## Geschichte
Hinterhof gehörte zum Kirchspiel Rosbach und zeitweise zur Bürgermeisterei Dattenfeld.
1830 war Hinterhof noch nicht verzeichnet.
1845 hatte der Weiler 17 evangelische Einwohner in drei Häusern. 1863 waren es 19 Personen. 1888 gab es 29 Bewohner in fünf Häusern.
1962 wohnten hier 36 Einwohner und 1976 39.